# Nocturama (альбом)
Nocturama — дванадцятий студійний альбом австралійського гурту Nick Cave and the Bad Seeds, представлений 3 лютого 2003 року під лейблами Mute Records і ANTI-. Це останній альбом гурту, у записі якого взяв участь один із засновників колективу — Блікса Барґельд, який покинув гурт після виходу альбому.

## Список пісень
Автор музики і слів Нік Кейв. 
| #     | Назва                     | Тривалість |
| ----- | ------------------------- | ---------- |
| 1.    | «Wonderful Life»          | 6:49       |
| 2.    | «He Wants You»            | 3:30       |
| 3.    | «Right Out of Your Hand»  | 5:15       |
| 4.    | «Bring It On»             | 5:22       |
| 5.    | «Dead Man in My Bed»      | 4:40       |
| 6.    | «Still in Love»           | 4:44       |
| 7.    | «There Is a Town»         | 4:58       |
| 8.    | «Rock of Gibraltar»       | 3:00       |
| 9.    | «She Passed by My Window» | 3:20       |
| 10.   | «Babe, I'm on Fire»       | 14:45      |
| 57:35 |                           |            |

## Учасники запису
Nick Cave and the Bad Seeds
- Нік Кейв — вокал (1–10), фортепіано (1–3, 5–8, 10), гамонд (1, 4–8, 10);
- Мік Харві — гітара (1, 3–7, 9, 10), бек-вокал (3, 5, 7, 10), орган (2, 9), акустична гітара (8), бонгоси (1), трикутник (1);
- Блікса Баргельд — педальна слайд-гітара (1–3, 7, 9), гітара (4, 6, 10), бек-вокал (5, 10);
- Томас Відлер — барабани (1, 3, 5, 6, 8, 10);
- Мартин П. Кейсі — бас (1–7, 9, 10);
- Джим Склавунос — барабани (2, 4, 7, 9), бек-вокал (7), ударні інструменти (10), тамбурин (8);
- Воррен Елліс — скрипка (2–10);
- Конвей Севедж — бек-вокал (3, 5, 7, 10);

Запрошені музиканти
- Кріс Бейлі — хоровий вокал у «Bring It On»;
- Джон Тернбулл — бек-вокал у «He Wants You», «Bring It On», «There Is a Town» і «She Passed by My Window»;
- Норман Ватт-Рой — бек-вокал у «He Wants You», «Bring It On» і «There Is a Town»;
- Міккі Геллегер — бек-вокал у «He Wants You», «Bring It On», «There Is a Town» і «She Passed by My Window»;
- Час Джанкел — бек-вокал у «He Wants You», «Bring It On» і «There Is a Town».